# Marco Gerini
Marco Gerini (* 5. August 1971 in Rom) ist ein ehemaliger italienischer Wasserballspieler. Er war Europameister 1995 und Olympiadritter 1996, 2003 gewann er Weltmeisterschaftssilber.

## Sportliche Karriere
Marco Gerini begann seine Wasserball-Laufbahn in Como. Nach einigen Jahren in Rom trat er ab 2002 für Brixia Leonessa Nuoto aus Brescia an. Mit diesem Verein wurde Gerini 2003 italienischer Meister.
Gerini war in der Nationalmannschaft zunächst zweiter Torhüter hinter Francesco Attolico. Bei der Europameisterschaft 1995 in Wien gewannen die Italiener sowohl ihre Vorrundengruppe als auch ihre Hauptrundengruppe. Nach einem Halbfinalsieg über Deutschland siegten sie im Finale mit 10:8 gegen Ungarn. Im Jahr darauf bei den Olympischen Spielen in Atlanta gewannen die Italiener ihre Vorrundengruppe und bezwangen die russische Mannschaft im Viertelfinale. Nach einer 6:7-Niederlage im Halbfinale gegen Kroatien siegten die Italiener im Spiel um den dritten Platz mit 20:18 gegen Ungarn. Gerini war im Vorrundenspiel gegen Rumänien im Tor und wurde im Spiel um den dritten Platz eingewechselt. 1997 belegten die Italiener den sechsten Platz bei der Europameisterschaft in Sevilla. Zwei Jahre später bei der Europameisterschaft in Florenz erreichten die Italiener in der Vorrunde den dritten Platz hinter den Ungarn und den Kroaten. Nach einem Viertelfinalsieg über die russische Mannschaft unterlagen die Italiener im Halbfinale den Ungarn mit 5:7. Das Spiel um den dritten Platz gewannen die Italiener mit 7:6 gegen die griechische Mannschaft.
Bei den Olympischen Spielen 2000 bildeten Francesco Attolico und Stefano Tempesti das italienische Torhüterduo, Gerini war nicht dabei. Bei der Weltmeisterschaft 2003 bildeten Tempesti und Gerini das Torhütergespann. Die Italiener gewannen ihre Vorrundengruppe und bezwangen im Viertelfinale die Australier. Mit einem 6:5 über die Mannschaft aus Serbien und Montenegro erreichten die Italiener das Finale, das sie mit 9:11 gegen die Ungarn verloren. Auch bei den Olympischen Spielen 2004 in Athen war Gerini zweiter Torhüter hinter Tempesti. Er wurde im Vorrundenspiel gegen Ägypten eingesetzt. Die Italiener beendeten das Turnier auf dem achten Platz.